# Lacul Vostok

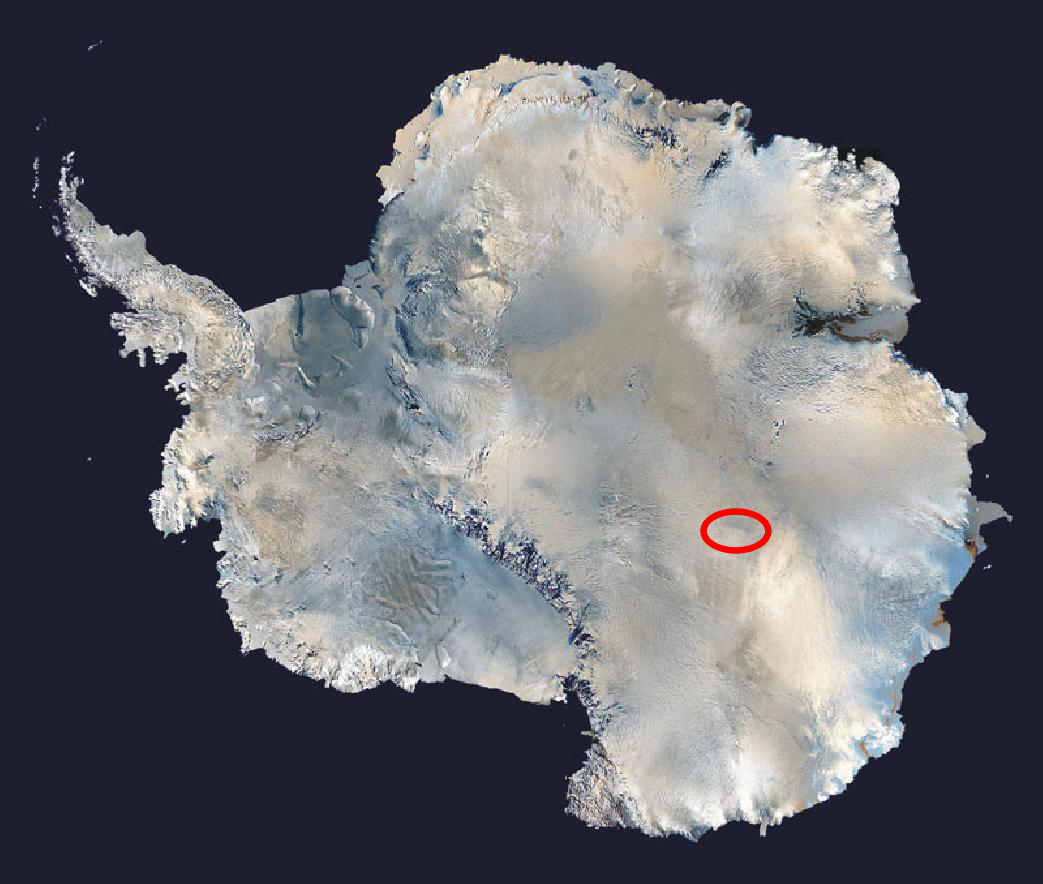
Locația lacului în Antarctica de Est

Lacul Vostok este cel mai mare dintre cele mai mult de 140 de lacuri subglaciare din Antarctica. Este situat in apropiera munților Gamburtsev și este acoperit de o pătura de gheață cu o grosime de 3768 metri. Lacul are o suprafață de 12500 km2 cu 250 km lungime si 50 km lățime. Adâncimea medie a lacului este de 432 metri, iar apa are o temperatură medie de -3 grade.
Prima forare în calota de gheață de deasupra lacului a fost efectuată in 2012. În urma prelevării probelor biologice din apa lacului s-au găsit 3500 secvențe de ADN diferite.